# Typhlomyrmex clavicornis
Typhlomyrmex clavicornis är en myrart som beskrevs av Carlo Emery 1906. Typhlomyrmex clavicornis ingår i släktet Typhlomyrmex och familjen myror. Inga underarter finns listade i Catalogue of Life.

## Bildgalleri

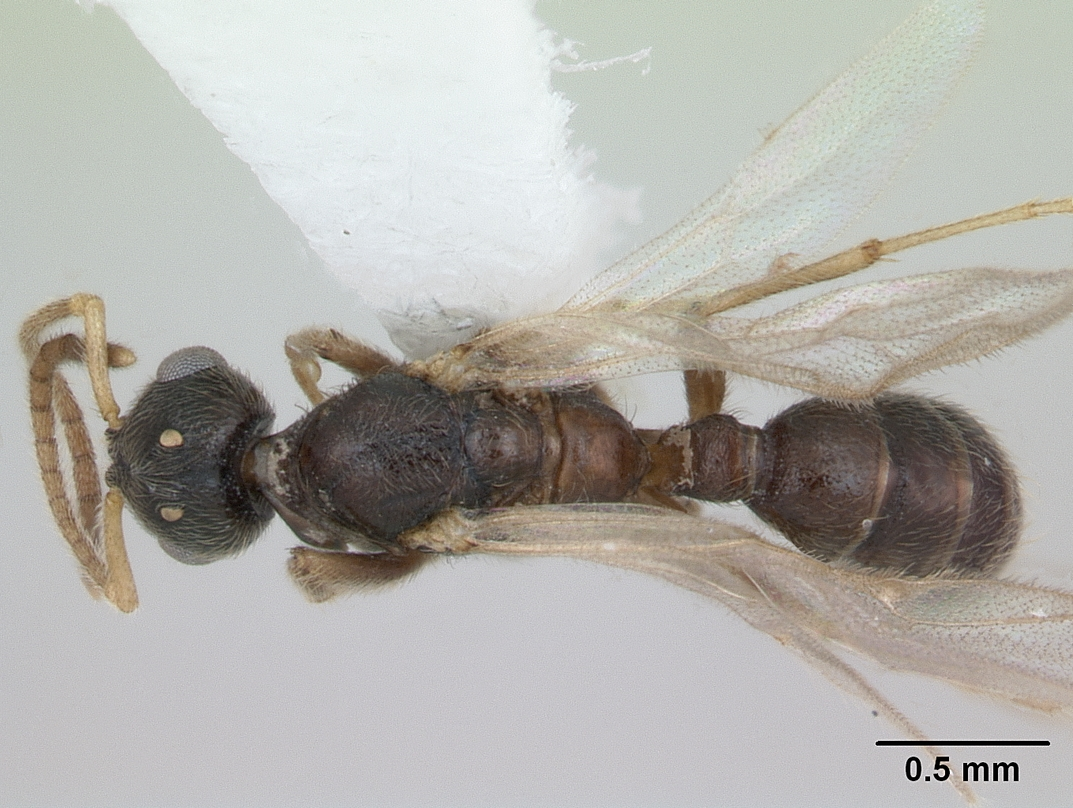
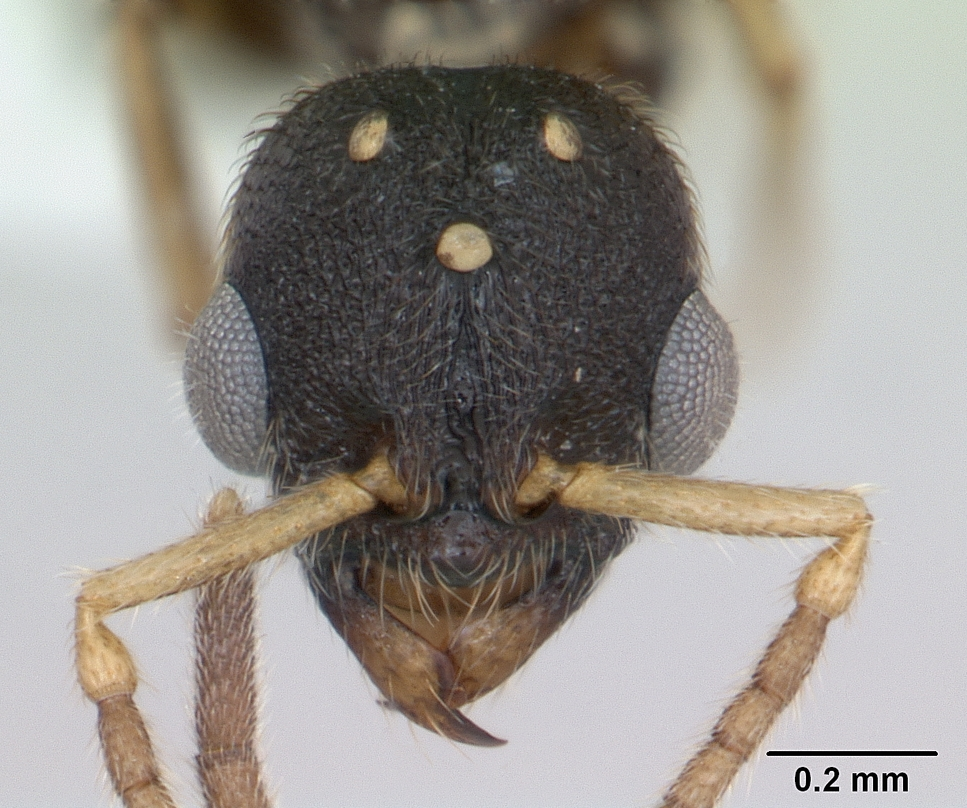
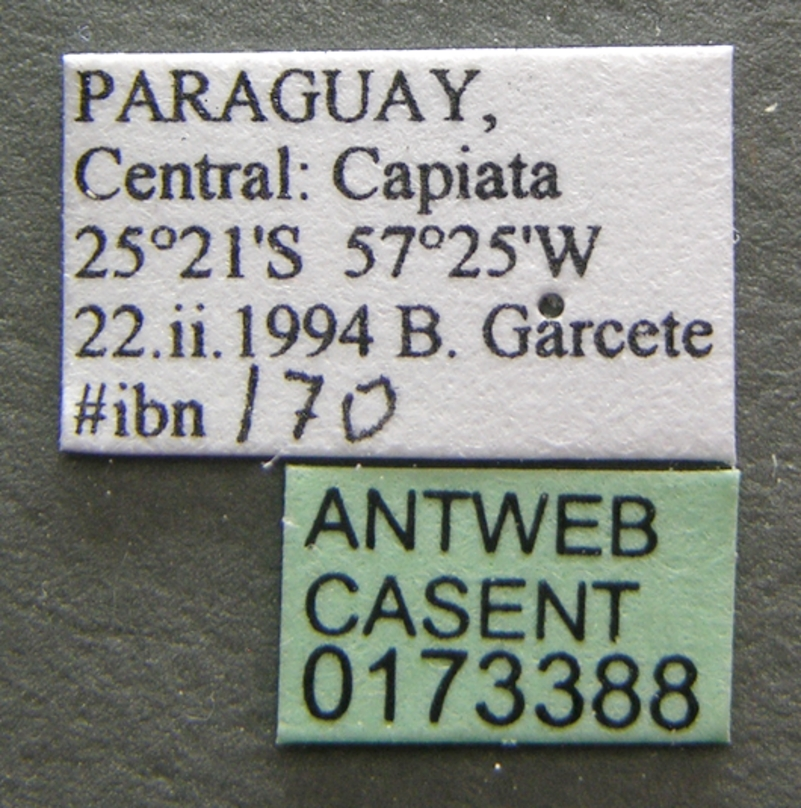
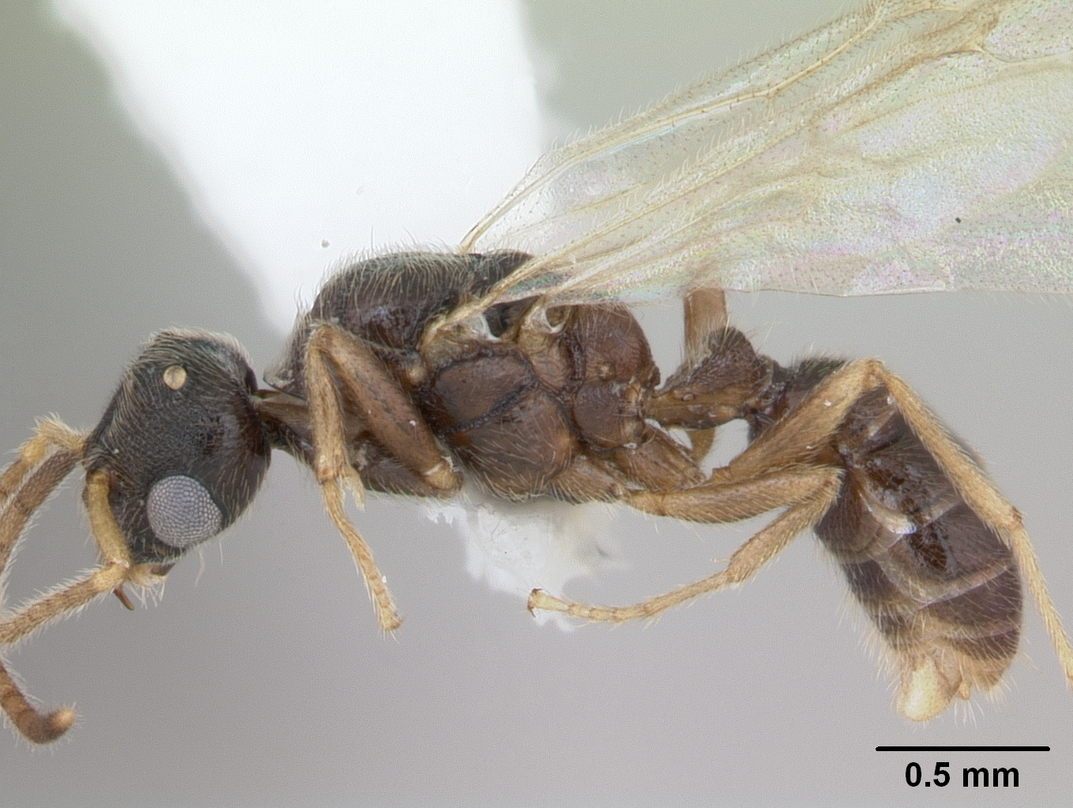
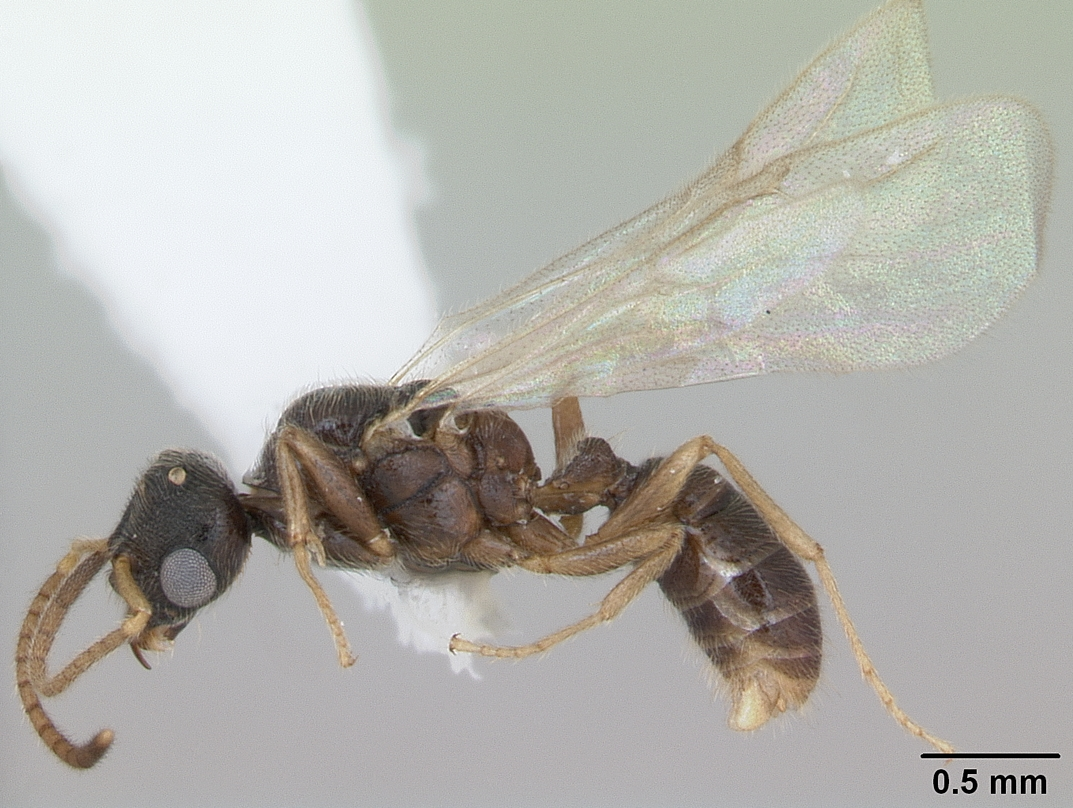
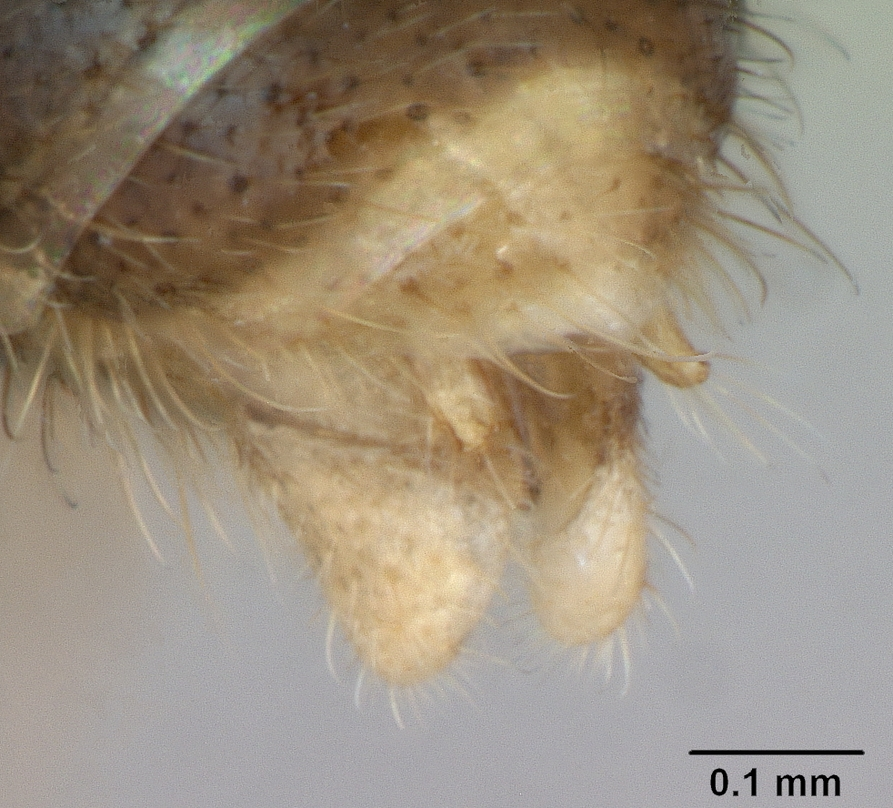